# 布莱恩·海耶斯·库瑞
布莱恩·海耶斯·库瑞（英語：Brian Hayes Currie，1961年—），美国演員、作家、电影制片人，凭《幸福綠皮書》于2018年获第76屆金球獎最佳劇本奖，于2019年获第91屆奧斯卡金像獎最佳原创剧本奖。